# 马桑日
马桑日（法語：Massingy，法語發音：[masɛ̃ʒi]）是法国上萨瓦省的一个市镇，属于阿讷西区。

## 地理
马桑日（45°49'47"N, 5°55'12"E）面积12.34 平方千米，位于法国奥弗涅-罗讷-阿尔卑斯大区上萨瓦省，该省份为法国东部省份，历史上为薩伏依的一部分，北与瑞士接壤，西接安省，南至萨瓦省，东与瑞士和意大利接壤。
与马桑日接壤的市镇（或旧市镇、城区）包括：昂特勒拉克、布洛伊、莫伊、呂米伊。

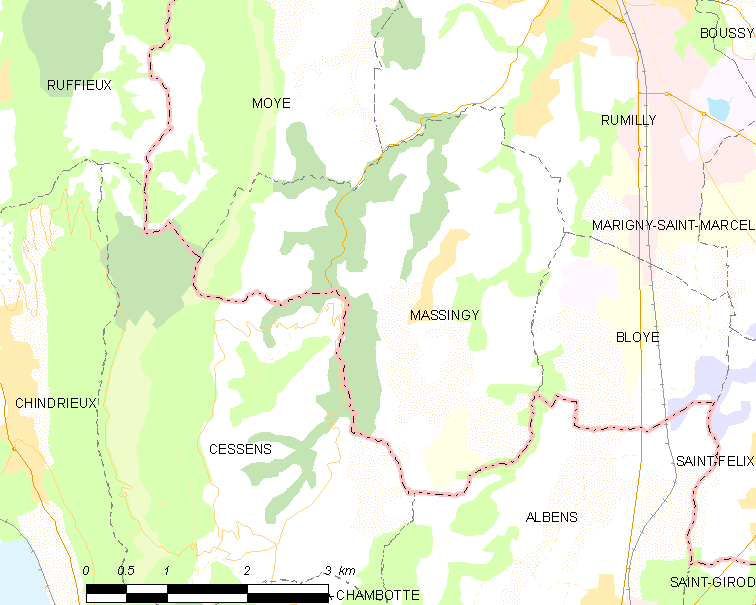
马桑日的OSM定位图

马桑日的时区为UTC+01:00、UTC+02:00（夏令时）。

## 行政
马桑日的邮政编码为74150，INSEE市镇编码为74170。

## 政治
马桑日所属的省级选区为吕米伊县。

## 人口

1962-2008年间马桑日人口变化图示

马桑日于2022年1月1日时的人口数量为858人。